# Giorgio Voghera
Giorgio Voghera, (Trieste, 19 de agosto de 1908-ibídem, 11 de noviembre de 1999) es un escritor y ensayista italiano.

## Biografía
Giorgio Voghera crece en la comunidad judía de Trieste. Trabaja para la Riunione Adriatica di Sicurtà (RAS), una gran compañía de seguros de Trieste. Se hace amigo de los escritores Umberto Saba, Virgilio Giotti, Roberto Bazlen. Como consecuencia de las leyes raciales fascistas promulgadas en Italia debe refugiarse en Palestina en 1939 donde vive en un kibutz cerca de Jaffa hasta 1948.
Al regresar a Italia, recupera su puesto en la RAS y empieza en paralelo una carrera de escritor. A partir de 1962 se dedica plenamente a la escritura, tanto de ensayos como de novelas.
Il segreto ("El secreto"), publicado anónimamente en 1961, está considerado como su obra maestra. Fue traducido en francés.

## Publicaciones
- 1959 : Come far carriera nelle grandi amministrazioni, compte d'auteur (réédition Lint en 1996)
- 1961 : Il segreto, éditions Einaudi
- 1967 : Quaderno d'Israele, éd. Scheiwiller
- 1974 : Il direttore generale, éd. l'Asterisco
- 1980 : Gli anni della psicoanalisi, éd. Studio Tesi
- 1983 : Nostra signora morte, éd. Studio Tesi
- 1985 : Carcere a Giaffa, éd. Studio Tesi
- 1989 : Gli anni di Trieste, Libreria Editrice Goriziana